# Netto (Handelskette)
Netto ist ein europäischer Discounter der dänischen Salling Group, in Deutschland vertreten durch die Netto ApS & Co. KG.
Aufgrund der Namensgleichheit der Märkte kann die Netto ApS & Co. KG (gelb-schwarzes Logo – „Netto mit Hund“) mit der größeren Netto Marken-Discount Stiftung & Co. KG (gelb-rotes Logo – „Netto ohne Hund“) verwechselt werden. Trotz der Eigenständigkeit beider Unternehmen besaß Edeka, Eigentümerin von Netto Marken-Discount, von 2005 bis 2012 eine Beteiligung von 25 % an der deutschen Tochter der Netto-Handelskette.

## Unternehmensgeschichte
| Land        | seit | Anzahl Märkte 2013 | Anzahl Märkte 2016 | Anzahl Märkte 2018 |
| ----------- | ---- | ------------------ | ------------------ | ------------------ |
| Dänemark    | 1981 | 0441               | 0486               | 0507               |
| Deutschland | 1990 | 0345               | 0347               | 0344               |
| Polen       | 1995 | 0361               | 0362               | 0371               |
| Schweden    | 2002 | 0148               | 0159               |                    |
| Gesamt      |      | 1295               | 1354               | 1222               |

Der erste Netto-Markt wurde am 1. April 1981 in Kopenhagen als Reaktion auf den Markteintritt des deutschen Discounters Aldi in Dänemark eröffnet. Der Markteintritt von Netto in Deutschland und Großbritannien fand 1990 statt, 1995 übernahm Dansk Supermarked die Ed-Geschäfte von Carrefour. 1995 erfolgte auch die Expansion mit Netto in Polen, und sieben Jahre später eröffnete der erste Markt in Schweden.
Das Markenzeichen, ein schwarzer Scottish Terrier, wurde von dem dänischen Werbefachmann Peter Hiort entworfen.

## Netto Deutschland

### Geschichte
Netto Deutschland (auch Netto Stavenhagen oder Netto Nord genannt, umgangssprachlich auch Hunde-Netto oder schwarzer Netto) wurde im Juli 1990 als Tochter der Dansk Supermarked A/S gegründet. 1992 kam es zum Joint Venture zwischen Spar Deutschland und Dansk Supermarked A/S. Beide Unternehmen hielten bis 2005 jeweils 50 % an der OHG Netto Supermarkt GmbH & Co., die operative Führung lag jedoch bei der Dansk Supermarked A/S, die zu der global agierenden A.-P.-Møller-Mærsk-Gruppe gehört.
Nachdem der Hauptaktionär, die französische Handelsgruppe ITM Entreprises S.A. Paris, 2005 seine Anteile an der Spar Handels-AG an die Edeka verkaufte, stand auch die Beteiligung von Spar an Netto zur Disposition. Aufgrund eines Vorkaufsrechts der Dansk Supermarked A/S wurden die Anteile an dem deutsch-dänischen Discounter neu bestimmt. Demnach war Edeka rein finanziell mit 25 Prozent und Dansk Supermarked mit 75 Prozent an Netto beteiligt. Man einigte sich aber, dass der Discounter auch weiterhin mit Edeka bzw. Spar gemeinsame Wareneinkäufe tätigt, um Kosten zu senken und Kostenvorteile durch Großeinkäufe zu ermöglichen. Zum 31. Dezember 2012 verkaufte Edeka seine Beteiligung an Netto Stavenhagen an den Mehrheitseigner Dansk Supermarked. Durch den Ausstieg von Edeka erlosch die OHG Netto Supermarkt GmbH & Co.; die Geschäfte wurden zunächst durch die Netto Supermarkt GmbH weitergeführt, welche dann im September 2013 das operative Geschäft auf die neugegründete Netto ApS & Co. KG, eine Kommanditgesellschaft mit einer dänischen GmbH (Anpartsselskab) als persönlich haftenden Gesellschafter, ausgliederte.

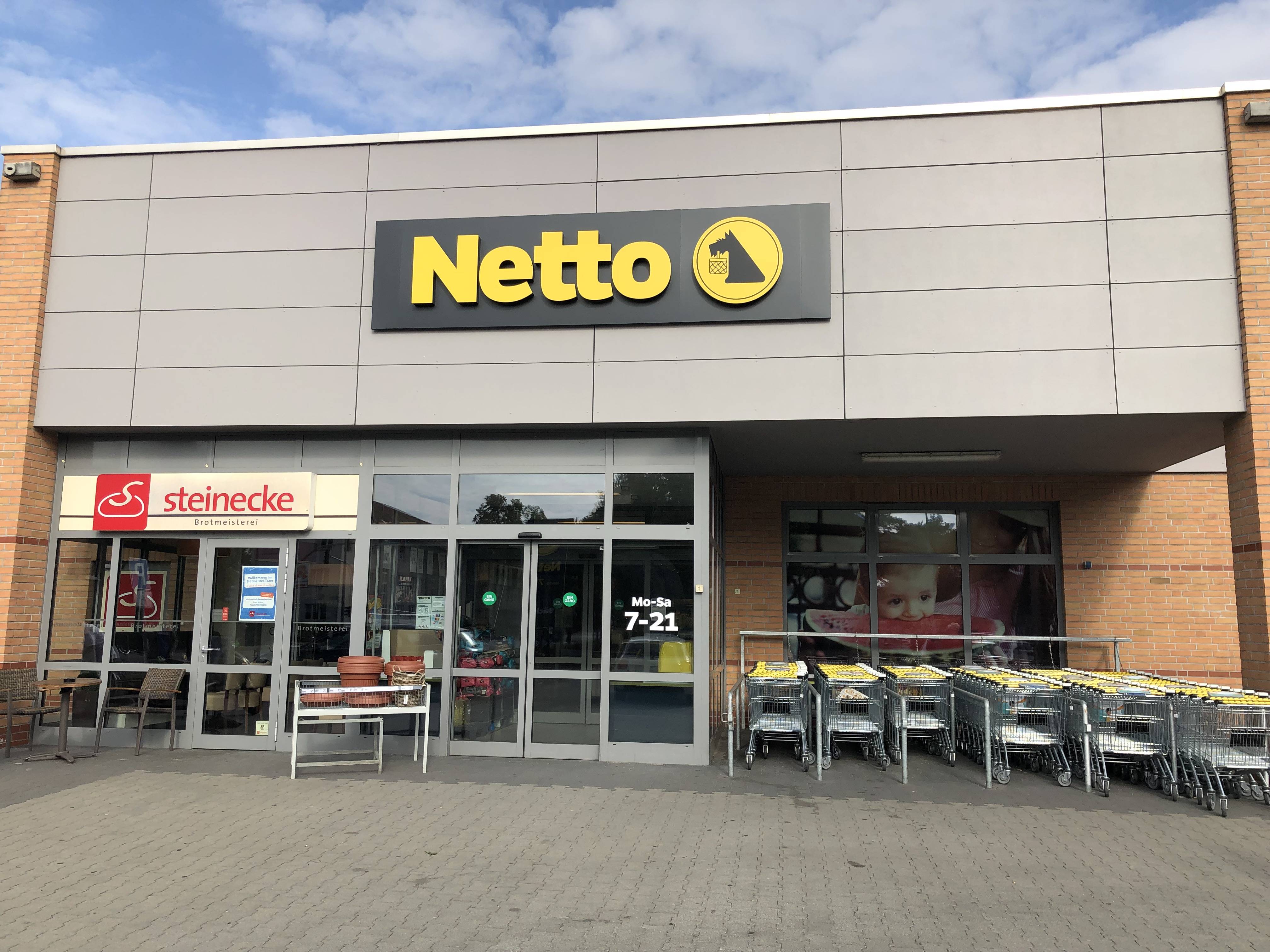
Eine Netto-Filiale in Hennigsdorf

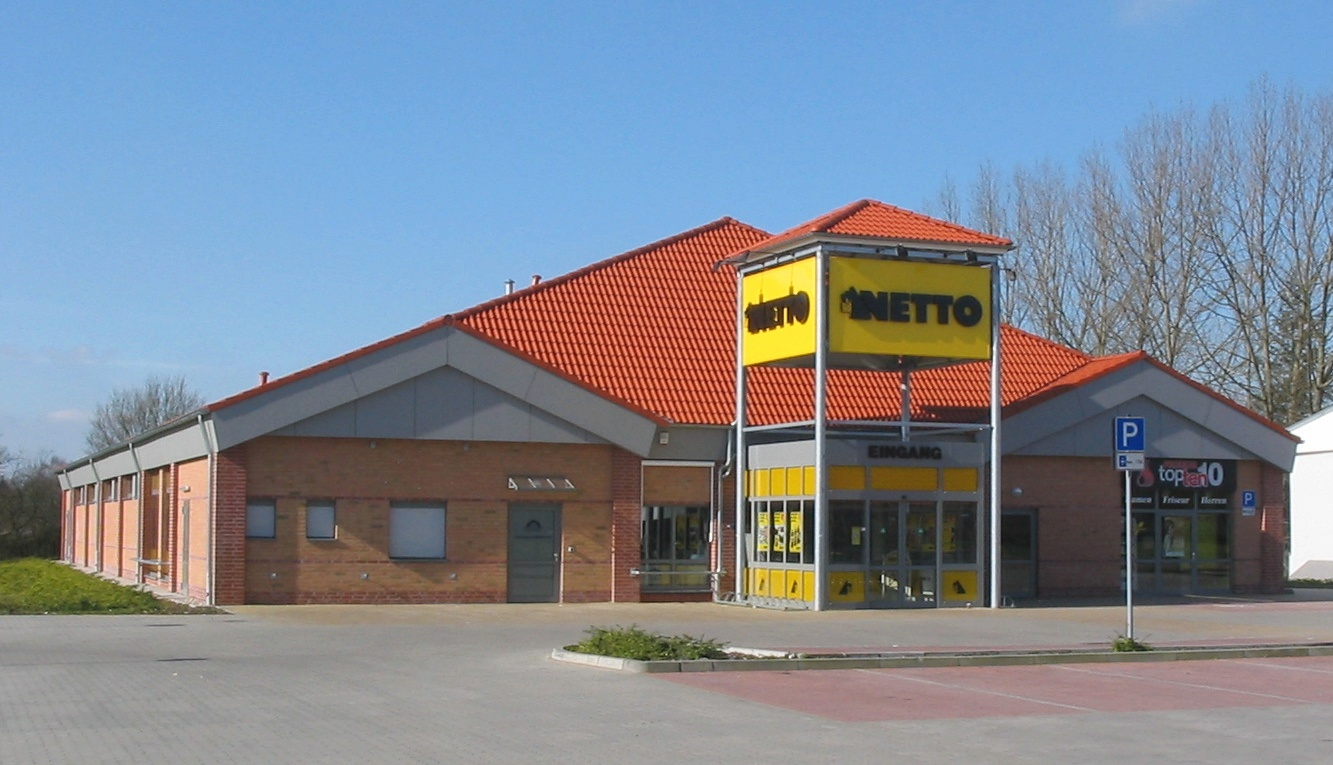
Eine Netto-Filiale in Schwerin

### Unternehmensführung und Mitarbeiter
Der Unternehmenssitz befindet sich in Stavenhagen, Mecklenburg-Vorpommern. Geschäftsführer sind seit April 2023 Torben Godskesen und Daniel Grabka. Der Jahresumsatz betrug 2009 1,097 Milliarden Euro, der Marktanteil 1,6 %. Netto ist damit der sechstgrößte und damit kleinste deutsche Discounter. Das Unternehmen beschäftigt nach eigenen Angaben ca. 4000 Mitarbeiter und 200 Auszubildende. Der Frauenanteil liege bei 72 %. Im Jahr 2019 beschäftigt Netto nach eigenen Angaben circa 5.800 Mitarbeiter.
Im April 2022 wurde angekündigt, dass die Unternehmensleitung bis Ende 2023 nach Berlin-Charlottenburg umziehen wird.

### Logistik
Das Zentrallager befindet sich in Stavenhagen. Von hier aus werden die Filialen in Mecklenburg-Vorpommern, Berlin, Brandenburg, Niedersachsen, Schleswig-Holstein und Hamburg mit Trocken- und Kühlware beliefert.
Im Mai 2005 eröffnete Netto ein zweites Logistikzentrum in Wustermark, Brandenburg, mit einem ca. 20.000 m² großen Hochregal- und Warenwirtschaftssystem. Dieses soll als logistische Basis für Nettos weitere Expansion dienen und ist für 220 Netto-Märkte in Berlin und Brandenburg konzipiert. Nach einer Erweiterung des Logistik-Standortes in Wustermark werden seit September 2007 die Märkte sowohl mit Kühl- als auch mit Trockenware (nicht kühlpflichtige Ware) beliefert.

### Verbreitung
Die erste Netto-Filiale in Deutschland wurde am 14. September 1990 in Anklam (Mecklenburg-Vorpommern, damals noch Deutsche Demokratische Republik) eröffnet.
Heute gibt es Märkte in Berlin, Brandenburg, Mecklenburg-Vorpommern, Sachsen, Sachsen-Anhalt, Schleswig-Holstein, Niedersachsen und Hamburg.
2006 begann der Discounter seine Expansion in Schleswig-Holstein und eröffnete dort am 3. April in Elmshorn seine erste Filiale. Im September 2008 wurden insgesamt 272 Märkte, davon neun in Schleswig-Holstein, betrieben. In den nächsten Jahren kamen jährlich etwa 25 neue Märkte hinzu. Die Expansion in Sachsen-Anhalt ruhte bis 2007, da es in diesem Gebiet zur Konfrontation mit der Netto Marken-Discount GmbH & Co. OHG kam. Durch die Übernahme einiger Kondimärkte im Jahr 2007 durch Netto Marken-Discount wurde eine bis dato bestehende Vereinbarung beider Unternehmen verletzt. Durch die Umwandlung vieler Plus-Filialen in Netto-Marken-Discount-Niederlassungen verbreitete sich dieses schließlich in ganz Deutschland. Als Reaktion darauf hat Netto seine Expansionsaktivitäten in Hamburg, Niedersachsen, Sachsen, Sachsen-Anhalt und Thüringen vorangetrieben. Am 22. Mai 2008 eröffnete der erste Markt in Niedersachsen. Netto eröffnete mit der Niederlassung in Grömitz am 20. August 2009 den 300. Markt in Deutschland. Am 11. August 2010 wurde der erste und bisher einzige Netto-Markt in Hamburg eröffnet. Die Expansionsaktivitäten wurden deutlich zurückgefahren. Das Unternehmen konzentrierte sich auf die Verbesserung der Bedingungen seiner Bestandsmärkte bzw. Neubauten als Ersatz bestehender Filialen. Stand August 2024 betrieb Netto Deutschland 342 Märkte.

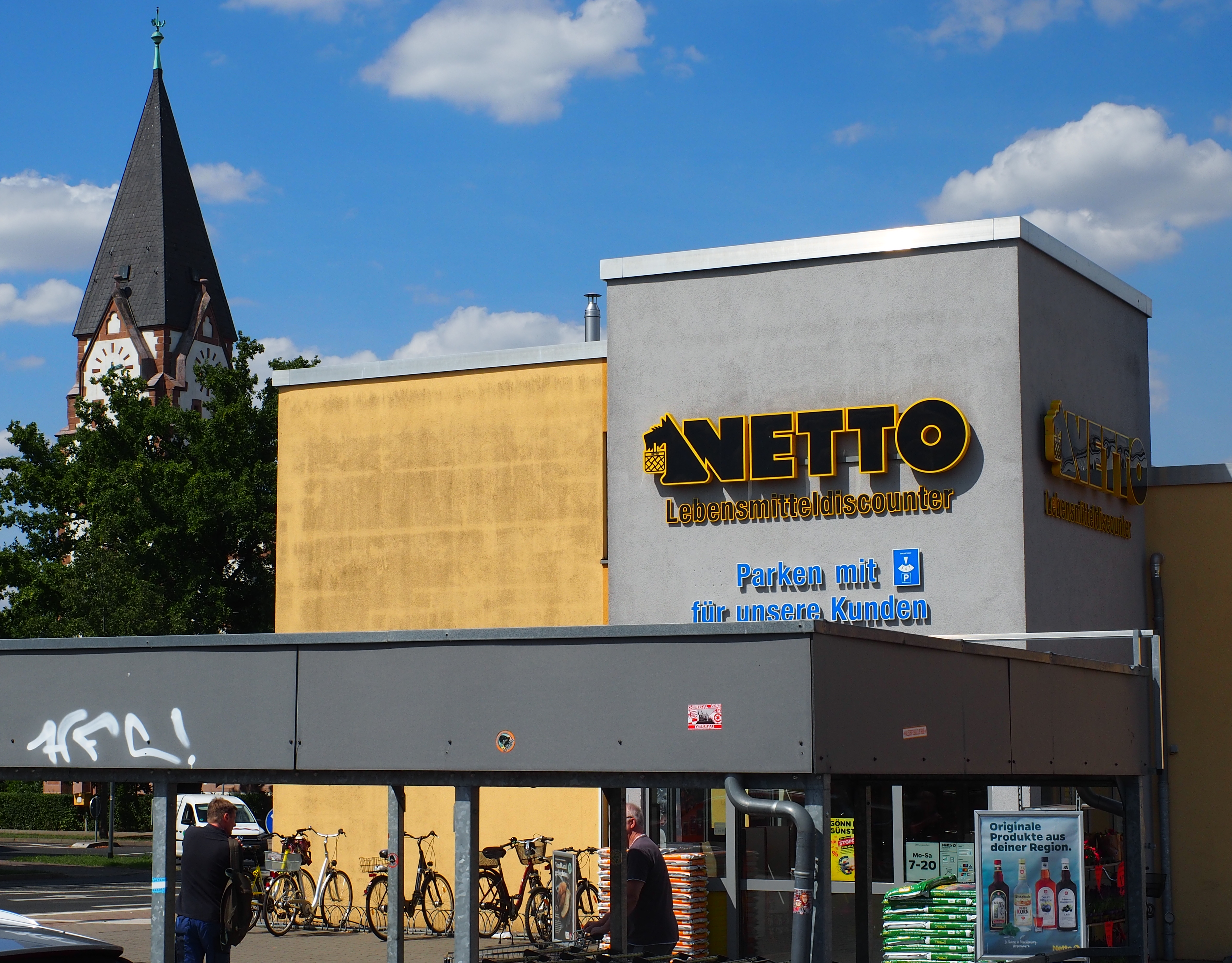
Eine Netto-Filiale in Dessau

### Geschäftsmodell
In einem Netto-Markt gibt es neben Lebensmitteln auch ein discountertypisches Angebot aus dem Nicht-Lebensmittel-Bereich („Non-Food“). Der Nahrungsmittelanteil beträgt 95 %. Aufgrund der vorrangigen Verbreitung in Ostdeutschland befinden sich viele ostdeutsche und regionale Produkte im Sortiment, beispielsweise werden die meisten Getränke in Dargun (Mecklenburg-Vorpommern) von der dort ansässigen Darguner Brauerei (einer hundertprozentigen Tochtergesellschaft der dänischen Harboes Bryggeri) sowie in Calvörde (Sachsen-Anhalt) von der Emig GmbH hergestellt. Das Dauersortiment umfasst mehr als 900 Produkte, darunter viele Eigenmarken und Importware aus Dänemark, aber auch zahlreiche Markenartikel. Dieses wird durch Aktionen am Montag sowie am Donnerstag ergänzt. Im Jahre 2005 wurde der Samstag als dritter Aktionstag eingeführt, inzwischen aber wieder aufgegeben.
Bereits vor der Novelle der Verpackungsverordnung im Mai 2006 begann der deutsch-dänische Discounter mit der Installation von Flaschenautomaten, die die Rücknahme vereinfachen, Wartezeiten verkürzen und das Personal entlasten sollten. Seit 2006 sind alle Filialen mit Leergutautomaten ausgestattet. Weiterhin verbesserte Netto durch die Beschilderung seiner Regale die Orientierung der Kunden und führte in seinen Märkten den sogenannten Pricechecker ein, bei dem die Kunden durch Scannen des EAN-Strichcodes den Preis der Ware erfragen können.
Ende Juli 2006 veranstaltete das Unternehmen erstmals die Netto-Markttage. Seit Juni 2007 bietet Netto auch gelegentlich die Möglichkeit, per Internet Artikel zu bestellen und diese dann im Markt abzuholen. Damit passt sich der Discounter seinen Mitbewerbern an, die diese Möglichkeit bereits seit längerem anbieten. Auch der Erwerb von Prepaidguthaben ist seit Juni 2008 möglich.

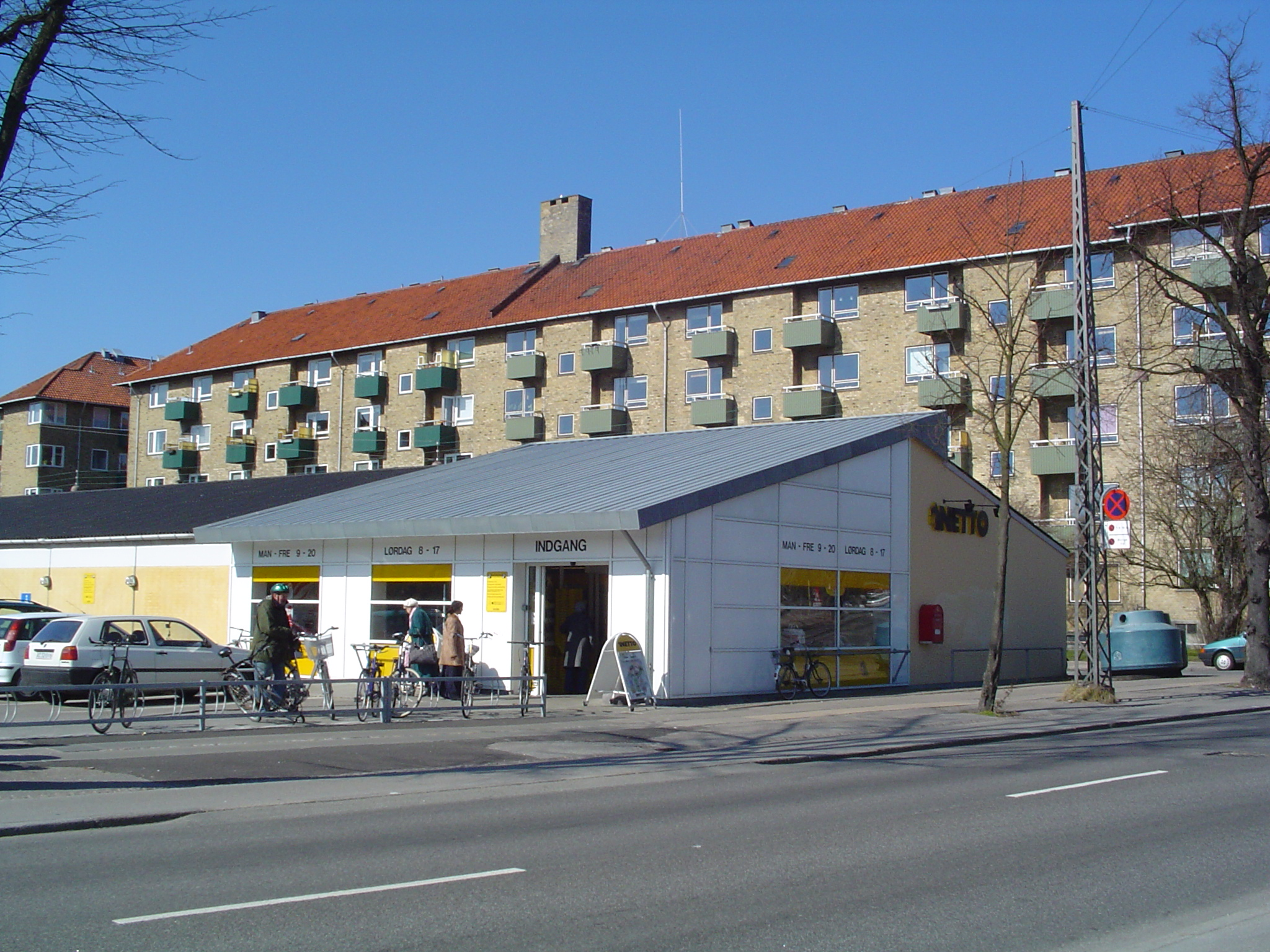
Ein Netto-Markt in Kopenhagen

In der ersten Januarwoche 2009 veröffentlichte Kaufland in seinem Werbeprospekt das Ergebnis einer Greenpeace-Untersuchung zum Thema Nachhaltigkeit des Fischsortiments deutscher Supermärkte und Discounter und machte die Studie so einer breiten Öffentlichkeit bekannt. Bei dieser Untersuchung belegte Netto den letzten Platz. Greenpeace sah hier dringenden Handlungsbedarf. Die von Greenpeace ausgearbeiteten Fragebögen waren, wie auch von Lidl, Edeka und Tengelmann, nicht beantwortet worden. Als Reaktion auf das schlechte Abschneiden änderte Netto seine Strategie und engagiert sich nun ebenfalls für die nachhaltige Fischerei.
Im Jahr 2018 änderte Netto sein Erscheinungsbild in Dänemark und Polen. Zusätzlich zum neuen Logo wurden die Märkte renoviert und nach einem innovativen Marktkonzept neu gestaltet. Auch erste Märkte in Deutschland werden nach diesem Konzept renoviert und erhalten das neue Logo.

## Netto international

### Dänemark

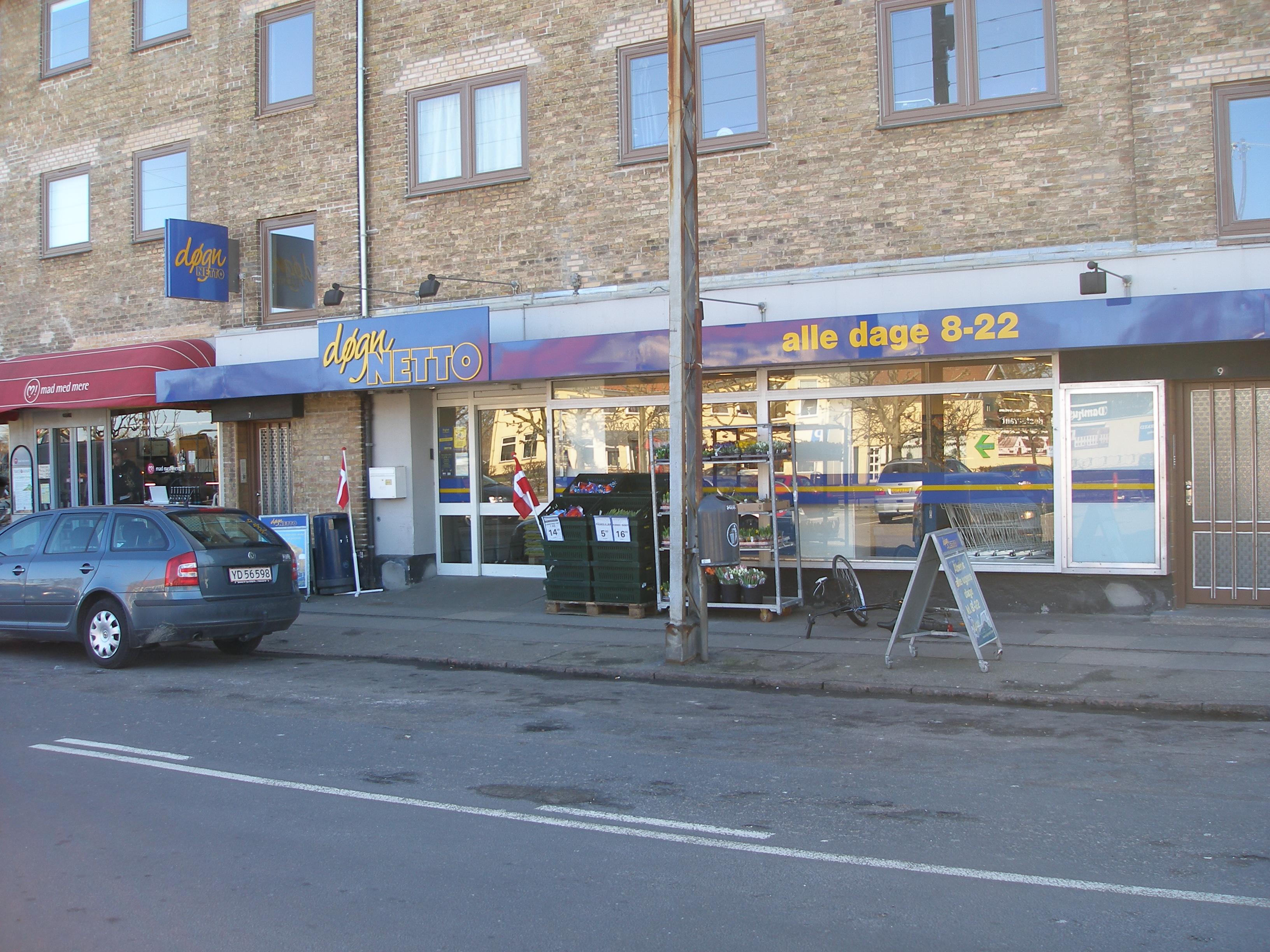
Eine døgnNetto-Filiale im Kopenhagener Vorort Rødovre.

Netto ist in Dänemark mit mehr als 500 Filialen Marktführer und verfolgt das Konzept des Nahversorgers mit ungefähr 2400 Artikeln. Der erste Netto-Markt war 1981 in Kopenhagen eröffnet worden. Neben den regulären Netto-Läden unterhielt der Konzern in Dänemark 46 Läden namens døgnNetto, die sich durch erweiterte Öffnungszeiten auszeichnen (montags bis sonntags von 08:00 bis 24:00 Uhr). Die døgnNetto-Filialen befanden sich im Großraum Kopenhagen und an vier weiteren Standorten auf Seeland.

### Großbritannien
Von 1990 bis 2011 war Netto auch in Großbritannien vertreten, dann aber für 778 Mio. GBP an die Walmart-Tochter Asda verkauft worden. Im Juni 2014 gab der dänische Netto-Mutterkonzern bekannt, zusammen mit der britischen Supermarktkette Sainsbury einen erneuten Markteintritt zu planen. Im November 2014 wurden die ersten 5 Märkte eröffnet, bis Mitte 2016 eröffneten 11 weitere Märkte. Im Juni 2016 wurde bekannt gegeben, dass die Zusammenarbeit zwischen Sainsbury und Netto beendet wird, woraufhin alle Filialen im August 2016 geschlossen wurden.

### Polen

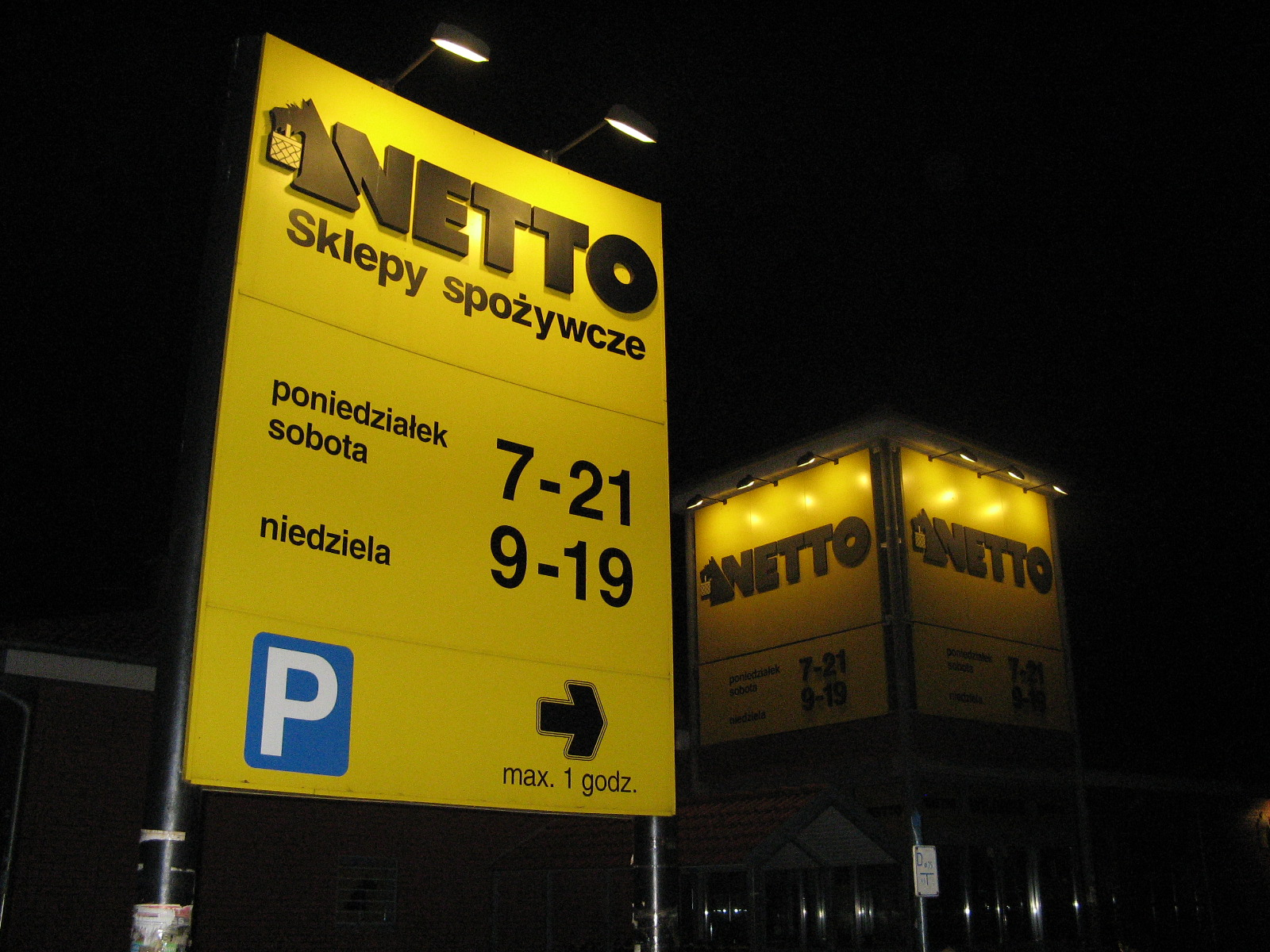
Netto-Markt in Bromberg

90 % der in den polnischen Netto-Märkten angebotenen Waren werden in Polen hergestellt. Im August 1995 eröffnete Netto seine erste Filiale in Stettin. Netto Polen expandierte bisher im nordwestlichen Teil Polens und betrieb dort Ende Januar 2013 263 Märkte. Das Expansionstempo wurde deutlich gesteigert.
2020 übernahm die Salling Group das Polengeschäft von Tesco. Betroffen waren ca. 300 Läden mit 7.000 Mitarbeitern, die in Netto-Läden umgeflaggt wurden.

### Schweden
Die erste Filiale in Schweden wurde 2002 in Trelleborg eröffnet. Ende Januar 2013 wurden in Schweden 151 Filialen betrieben. Viele Produkte, besonders Milchprodukte, wurden in Deutschland hergestellt. Im Jahr 2019 wurde bekannt, dass Netto sich komplett aus dem schwedischen Markt zurückzieht, um weiter in andere Märke investieren zu können. Die Märkte wurden dabei an den Mitbewerber Coop abgegeben.

### Ukraine
Netto plante 2008 den Markteintritt in der Ukraine. Aufgrund der Finanzkrise und der nachlassenden Kaufkraft wurde das Vorhaben auf unbestimmte Zeit verschoben.